# Red heterogénea
Una red heterogénea es una red de conexión de ordenadores y otros dispositivos con diferentes sistemas operativos y/o protocolos. Por ejemplo, las redes de área local (LAN) que conectan a ordenadores basados en Microsoft Windows con otros basados en Linux son heterogéneas.
La palabra red heterogénea también se utiliza en las redes inalámbricas que utilizan diferentes tecnologías de acceso. Por ejemplo, una red inalámbrica que proporciona un servicio a través de una LAN inalámbrica y que es capaz de mantener el servicio cuando se cambia a una red celular, se llama una red heterogénea inalámbrica.

## HetNet
Una red HetNet indica a menudo el uso de múltiples tipos de nodos de acceso en una red inalámbrica. Una red de área amplia puede utilizar macrocélulas, picocélulas o femtocélulas para ofrecer cobertura inalámbrica, en un entorno con una amplia variedad de zonas de cobertura inalámbrica, desde un en torno al aire libre abierto a los edificios de oficinas, hogares y espacios subterráneos. Mobile Experts define la HetNet como una red con interoperación compleja entre macrocélulas, células pequeñas y en algunos casos elementos de red WiFi,  utilizados conjuntamente para proporcionar un mosaico de  cobertura, con la capacidad de transferencia entre elementos de red. Un estudio de investigación reciente de ARCchart estima que las HetNets que ayudarán a impulsar el Mercado de infraestructura móvil a una cuenta de casi $57 mil millones de gasto global en 2017.

## Semántica
Desde un punto de vista semántico, es muy importante tener en cuenta que la terminología de la  red heterogénea puede tener connotaciones diferentes en las telecomunicaciones inalámbricas. Por ejemplo, puede referirse al paradigma de interoperabilidad sin fisuras y ubicuo entre los diversos protocolos multi-cobertura (o HetNet).
Por otro lado, puede referirse a la distribución espacial no uniforme de usuarios o nodos inalámbricos (también conocida como falta de homogeneidad espacial o inhomogeneidad espacial). 
Por lo tanto, el uso del término «red heterogénea» sin ponerlo en perspectiva puede resultar en una fuente de confusión en la literatura científica y en el ciclo de revisión por pares. De hecho, la confusión adicional agravarse, especialmente a la luz del hecho de que el paradigma "HetNet" también puede ser investigado a partir de un ángulo «geométrico».